# Francis Pym
Francis Leslie Pym (Pengram Lodge, 13 febbraio 1922 – Sandy, 7 marzo 2008) è stato un politico britannico.

## Biografia
Fu educato a Eton e Cambridge: durante la seconda guerra mondiale servì come ufficiale dei lancieri in Italia e Nord Africa.
Membro del partito conservatore, venne eletto per la prima volta alla camera dei comuni nel 1961 nel collegio di Cambridgeshire e mantenne il seggio fino al 1987 (dal 1983 il collegio assunse il nome di South East Cambridgeshire).
Ricoprì numerosi incarichi di governo sotto i primi ministri conservatori Edward Heath e Margaret Thatcher: tra l'altro, fu segretario di Stato alla difesa (1979-1981) e agli affari esteri (1982-1983).
Nel 1987 fu creato barone Pym e nominato pari a vita, con diritto di sedere nella camera dei lord.